# Heretic (Morbid Angel)
Heretic è il settimo album della band Morbid Angel.

## Tracce
1. "Cleansed in Pestilence (Blade of Elohim)" – 4:35
2. "Enshrined by Grace" – 4:27
3. "Beneath the Hollow" – 4:20
4. "Curse the Flesh" – 3:35
5. "Praise the Strength" – 5:16
6. "Stricken Arise" – 4:10
7. "Place of Many Deaths" – 4:13
8. "Abyssous" – 1:30
9. "God of Our Own Divinity" – 6:21
10. "Within Thy Enemy" – 3:17
11. "Memories of the Past" – 3:18
12. "Victorious March of Reign the Conqueror" – 2:37
13. "Drum Check" – 2:51
14. "Born Again" – 2:35

## Formazione
- Trey Azagthoth - chitarra e voce
- Pete Sandoval - batteria
- Steve Tucker - basso e voce